# ستيفان اندريست
ستيفان اندريست (12 ديسمبر 1987 في سويسرا - ) هو لاعب كرة قدم سويسري في مركز الوسط. شارك مع منتخب سويسرا تحت 18 سنة لكرة القدم ومنتخب سويسرا تحت 20 سنة لكرة القدم ومنتخب سويسرا تحت 21 سنة لكرة القدم. أما مع النوادي، فقد لعب مع نادي آراو ونادي بازل ونادي ثون ونادي لوزيرن وهانزا روستوك وFC Dürrenast ‏.

## روابط خارجية
- ستيفان اندريست على موقع قاعدة بيانات كرة القدم.إي يو (الإنجليزية)
- ستيفان اندريست على موقع بيانات كرة القدم. دي إي (الألمانية)
- ستيفان اندريست على موقع Soccerway.com (الإنجليزية)
- ستيفان اندريست على موقع عالم كرة القدم.نت (الإنجليزية)
- ستيفان اندريست على موقع AS.com (الإسبانية)